# IC 3327
IC 3327 ist eine Balken-Spiralgalaxie vom Hubble-Typ SBa im Sternbild Coma Berenices am Nordsternhimmel. Sie ist schätzungsweise 589 Millionen Lichtjahre von der Milchstraße entfernt. Die Galaxie ist unter der Katalognummer VCC 864 als Mitglied des Virgo-Galaxienhaufens gelistet.
Das Objekt wurde am 7. Mai 1904 von Royal Harwood Frost entdeckt.